# Jasmin (žensko ime)
Jasmin je žensko osebno ime.

## Izvor imena
Ime Jasmin je ženska oblika moškega osebnega imena Jasmin oziroma različica ženskega imena Jasmina.

## Pogostost imena
Po podatkih Statističnega urada Republike Slovenije je bilo na dan 31. decembra 2007 v Sloveniji število ženskih oseb z imenom Jasmin: 34.

## Osebni praznik
Ženske osebe z imenom Jasmin lahko godujejo takrat kot osebe z imenom Jasmina.